# Mossjön (Pelarne socken, Småland)
Mossjön är en sjö i Vimmerby kommun i Småland och ingår i Motala ströms huvudavrinningsområde. Sjön har en area på 2,09 kvadratkilometer och ligger 194,1 meter över havet. Sjön avvattnas av vattendraget Herrestorpeån. Vid provfiske har abborre, gädda, mört och sik fångats i sjön.

## Delavrinningsområde
Mossjön ingår i det delavrinningsområde (638950-149212) som SMHI kallar för Utloppet av Mossjön. Medelhöjden är 212 meter över havet och ytan är 14,69 kvadratkilometer. Det finns inga avrinningsområden uppströms utan avrinningsområdet är högsta punkten. Herrestorpeån som avvattnar avrinningsområdet har biflödesordning 3, vilket innebär att vattnet flödar genom totalt 3 vattendrag innan det når havet efter 229 kilometer. Avrinningsområdet består mestadels av skog (54 procent) och jordbruk (19 procent). Avrinningsområdet har 2,08 kvadratkilometer vattenytor vilket ger det en sjöprocent på 14,1 procent.